# Liodrosophila bicolor
Liodrosophila bicolor är en tvåvingeart som beskrevs av Toyohi Okada 1956. Liodrosophila bicolor ingår i släktet Liodrosophila och familjen daggflugor. Inga underarter finns listade i Catalogue of Life.